# Paramyrmosa
Paramyrmosa is een geslacht van vliesvleugelige insecten van de familie Mierwespen (Mutillidae).

## Soorten
- P. brunnipes (Lepeletier, 1845)
- P. hispanica Suarez, 1980